# Jean Erard de Belle-Isle
Pour les articles homonymes, voir Jean Erard.
Jean Érard, seigneur puis comte de Belle-Isle, seigneur de Fontaine et de Badouère, dit Belle-Isle-Érard, né en 1637 à Alençon (Basse-Normandie) et tué à la bataille de Vélez-Málaga le 24 août 1704, est un officier de marine français des XVIIe et XVIIIe siècles. Il sert dans la Marine royale durant la deuxième moitié du XVIIe siècle et prend part aux principaux conflits du règne de Louis XIV. 

## Biographie
Jean Érard naît dans une famille de la noblesse de robe normande d'origine huguenote. Il hérite de la seigneurie de Belle-Isle, peut-être s’agit-il de la seigneurie bretonne de Fouquet ? Rien ne le prédispose à servir dans la Marine royale dans laquelle il ne dispose d'aucune « protections ». 

### Jeunesse et débuts dans la Marine royale
En 1665, il est promu lieutenant de vaisseau, il commande en cette qualité le vaisseau Le Sainte-Anne lors de l'expédition conduite en Méditerranée par le duc de Beaufort contre les pirates algériens. Le 28 février 1668, il est maintenu dans sa noblesse par jugement. En 1669, il est aide-major, il est l'un des commandants du bataillon du chef d'escadre à la sortie des Français contre les Turcs devant Candie le 1er juin.

### Guerre de Hollande (1672-1678)
Il reçoit un brevet de capitaine de vaisseau en 1673 et, la même année, il est commandant en second de L'Orgueilleux lors de la campagne navale qui a lieu au large des côtes de Hollande. 
Il prend part à la campagne de Sicile en 1676, dans la flotte d'Abraham Duquesne. Le 1er juin 1676, à la bataille de Palerme, Belle-Isle commande le vaisseau Le Joly, et participe à la victoire remportée par le maréchal de Vivonne sur la flotte combinée d'Espagne et des Provinces-Unies.
L'année 1678 est marquée par de nouveaux succès. Capitaine de vaisseau, il monte Le Saint-Louis et est le 17 mars, dans l'escadre de six vaisseaux et trois brûlots commandée par marquis de Châteaurenault. La flotte française attaque une flotte de vingt et un bâtiments de guerre hollandais commandée par l'amiral Cornelis Evertsen, au large de l’Espagne. Malgré la disproportion des forces et l'habileté de son adversaire, le chef d'escadre français prend l'avantage en ne laissant pas au Hollandais le temps de former son ordre de bataille. Maltraitée, la flotte hollandaise profite d'un vent favorable pour fuir le combat. 

### Missions en Méditerranée
Il fait partie des capitaines qui servent dans l'expédition conduite par Duquesne devant Alger entre juillet et septembre 1682. II commande à cette occasion le vaisseau Le Cheval Marin, armé de 44 canons. Au printemps suivant, il commande à nouveau un des vaisseaux du Roi, à bord duquel il combat et poursuit un vaisseau algérien qu'il contraint à s'échouer sur la côte d'Afrique. 
Le 14 mai 1684, il commande un corps de troupes à la descente devant Gênes bombardement de Gênes. Il monte L’Assuré, 60 canons. Dans son Histoire de la république de Gênes, le chevalier de Mailly écrit :
« Belle-Isle Erard fit rétablir un retranchement que les ennemis avoient abandonné, et s'en servit avec succès. Il les repoussa ensuite, accompagné du Comte des Goustes, du Chevalier de Feuquières, de S. André, Montmejan, Blenac, Lomé, & Julien de maniere, qu'ils furent contraints de passer la Riviere. Il laissa ces mêmes Officiers pour garder ce poste, & le Chevalier de Bussi dans un autre, qu'il défendit avec beaucoup de fermeté, quoiqu'il eût reçu un coup de mousquet à la jambe. »
En 1686, commandant Le Marquis, il poursuit longtemps un vaisseau hollandais qui s'était écarté de sa route. Comme le lui avait prescrit le maréchal d'Estrées, vice-amiral de France, il est obligé de le combattre, et après une vigoureuse résistance de la part du capitaine hollandais qui est tué, il ramène le vaisseau à l'escadre française.

### La question et la religion et la conversion au catholicisme
Avant même la proclamation de l'Édit de Fontainebleau en 1685, qui révoque l'Édit de Nantes, les officiers de marine sont pressés par le ministre de la Marine Seignelay de se convertir au catholicisme. Ces incitations sont d'autant plus fortes que le ministre connait la valeur de ces officiers et de Belle-Isle-Erard en Particulier. Dans Abraham Du Quesne et la marine de son temps (1873), Auguste Jal écrit:

« M. Jean de Belle-Ile-Érard était un des officiers auxquels M. de Seignelay voulait le plus de bien, un des bons serviteurs qu'il espérait retenir dans la marine et auxquels un bel avenir était promis. »

### Guerre de la Ligue d'Augsbourg (1688-1697)
En 1693, le comte de Tourville est chargé d’intercepter le « convoi de Smyrne », un convoi de navires marchands qui tous les ans quitte Smyrne pour se rendre en Angleterre. Dans la flotte de Tourville, Belle-Isle-Erard commande Le Saint-Esprit et participe à la capture de la flotte marchande, escortée par les vaisseaux du Vice-Admiral Rook, au large de Lagos les 17 et 18 juin 1693. Belle-Isle-Erard « y donne de grandes preuves de conduite et de courage. » 
Dans une lettre au duc de Gramont, datée du 25 mai 1695, le ministre de la Marine Pontchartrain en fait l'éloge : « Il est brave homme et fort entendu dans son mestier. »

### Guerre de Succession d'Espagne

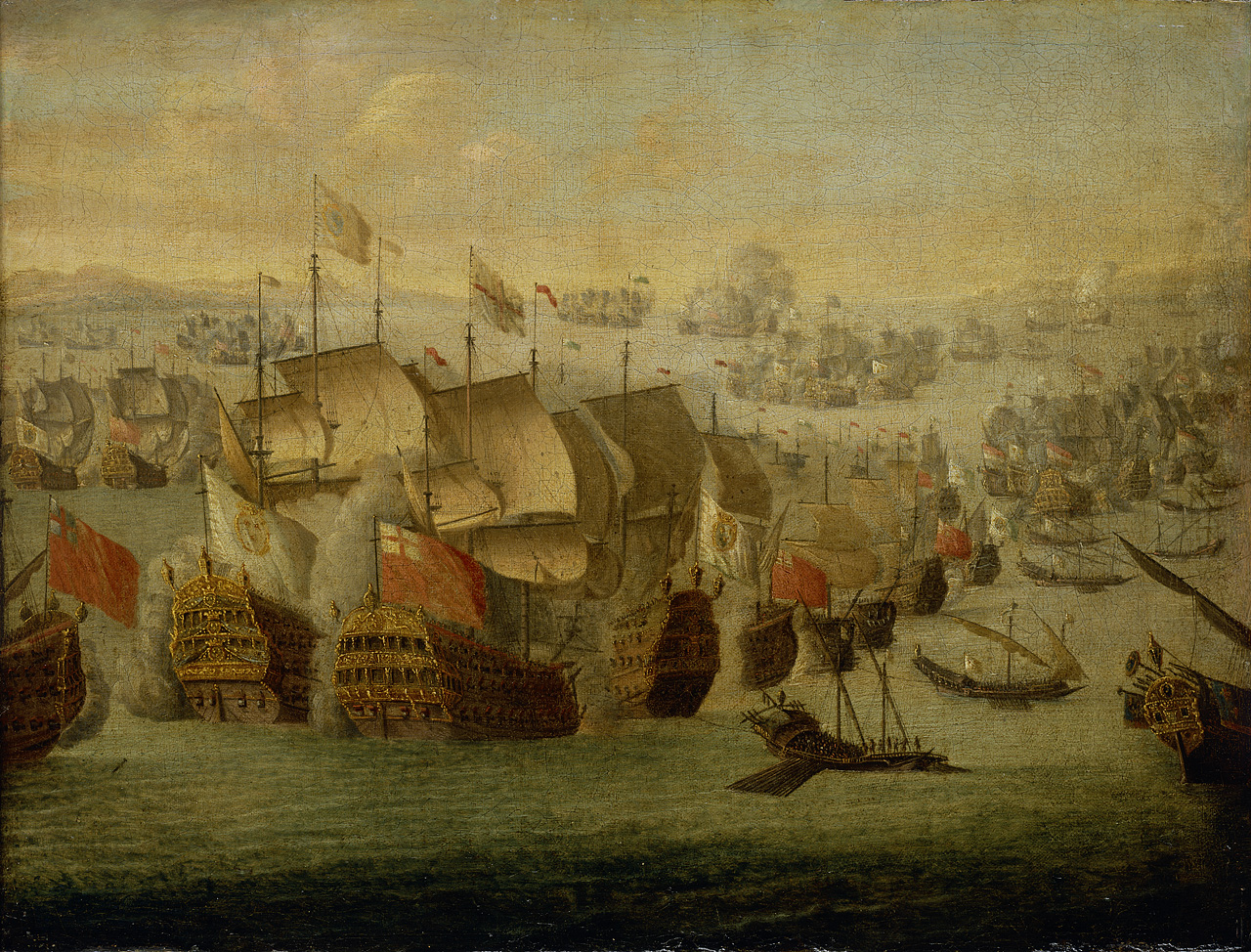
La Bataille de Vélez-Málaga, huile sur toile par Isaac Sailmaker, v. 1704

En 1699, Belle-Isle-Erard est fait chevalier de Saint-Louis.
En décembre 1702, il est élevé au rang de chef d'escadre des armées navales pour la province de Provence. Il remplace le comte d'Esnots de Forbonest, gouverneur général des île françaises d'Amérique, décédé l'année précédente en Guadeloupe. Il est dans la même promotion que le Commandeur de Bellefontaine, le comte de Sepville, le marquis de la Galissonière et le bailli de Lorraine.
Le 24 août 1704, au combat de Vélez-Málaga, il commande le vaisseau Le Magnifique, 90 canons, contre les escadres réunies d'Angleterre et de Hollande qui a lieu entre Malaga et Gibraltar. Il se trouve dans le corps de bataille, commandé par la comte de Toulouse, amiral de France. Au cours du combat, Le Magnifique est pris entre six bâtiments ennemis, Belle-Isle-Erard est tué et son navire - trop endommagé pour être manœuvré - est pris en remorque par les galères, et sort de la ligne de feu, évitant ainsi de couler.

### Sources et bibliographie

#### Ouvrages récents
- Michel Vergé-Franceschi (dir.), Dictionnaire d'Histoire maritime, Paris, éditions Robert Laffont, coll. « Bouquins », 2002, 1508 p. (ISBN 2-221-08751-8 et 2-221-09744-0)
- Jean Meyer et Martine Acerra, Histoire de la marine française : des origines à nos jours, Rennes, Ouest-France, 1994, 427 p. [détail de l’édition] (ISBN 2-7373-1129-2, BNF 35734655)
- Rémi Monaque, Une histoire de la marine de guerre française, Paris, éditions Perrin, 2016, 526 p. (ISBN 978-2-262-03715-4)
- Étienne Taillemite, Dictionnaire des marins français, Paris, Tallandier, coll. « Dictionnaires », octobre 2002, 537 p. [détail de l’édition] (ISBN 978-2847340082)
- Lucien Bély (dir.), Dictionnaire Louis XIV, Paris, éditions Robert Laffont, coll. « Bouquins », 2015, 1405 p. (ISBN 978-2-221-12482-6)
- Guy Le Moing, Les 600 plus grandes batailles navales de l'Histoire, Rennes, Marines Éditions, 2011, 619 p. (ISBN 978-2-35743-077-8)
- Jean Mabire, Grands marins normands, Ancre de Marine Éditions, 1993, 274 p. (ISBN 978-2-905970-66-4, lire en ligne), p. 154

#### Ouvrages anciens
- M. d'Aspect, Histoire de l'Ordre royal et militaire de Saint-Louis, vol. 3, Paris, chez la veuve Duchesne, 1780 (lire en ligne), p. 247
- Marie-Thérèse Peltier, « Le chef d’escadre de Belle-Isle-Erard (1637-1704) : La conversion d'un officier de marine protestant au temps du Roi Soleil », Revue d’Histoire maritime, nos 2-3,‎ 2001 (ISBN 978-2-84050-219-7, lire en ligne)
- Théophraste Renaudot, Gazette de France, vol. 1, 1766 (lire en ligne), p. 148
- Chevalier de Mailly, Histoire de la république de Gênes depuis l'an 464 de la fondation…, vol. 3, 1697 (lire en ligne)
- Marquis de Sourches, Mémoires secrets et inédits de la cour de France sur la fin du règne de Louis XIV, Beauvais, 1836 (lire en ligne), p. 90
- Nicolas Viton de Saint-Allais, Nobiliaire universel de France ou Recueil général des généalogies…, vol. 6, au bureau du Nobiliaire universel de France, 1815 (lire en ligne), p. 86
- Onésime Troude, Batailles navales de la France, t. 1, Paris, Challamel aîné, 1867-1868, 453 p. (lire en ligne)
- Charles La Roncière, Histoire de la Marine française : La Guerre de Trente Ans, Colbert, t. 5, Paris, Plon, 1920, 822 p. (lire en ligne)
- Charles La Roncière, Histoire de la Marine française : La crépuscule du Grand règne, l’apogée de la Guerre de Course, t. 6, Paris, Plon, 1932, 674 p. (lire en ligne)